# 萩谷順
萩谷 順（はぎたに じゅん、1948年7月11日 - ）は、日本のジャーナリスト、法政大学名誉教授。元朝日新聞編集委員。

## 人物
東京都出身。祖父は大阪の医師の萩谷理平治。父萩谷朴は国文学者、二松學舍大学と大東文化大学の名誉教授。母松江は安田銀行（現みずほ銀行）創業者の安田善次郎の三男で安田銀行頭取の安田善五郎の四女。戦前の歌手の徳山璉は義理の叔父にあたる。
学習院初等科、学習院中・高等科、東京大学法学部を卒業し1971年朝日新聞社入社。学習院の同級生に政治家の鳩山邦夫、作曲家の都倉俊一、東京大学名誉教授の能見善久、日本郵政社長の長門正貢などがいる。学習院高等科では第一外国語としてドイツ語を専攻。
宇都宮、長野両支局勤務の後、政治部、外報部、Deutsche Welle（ドイツ国際放送）派遣、カイロ特派員、ウィーン特派員、外報部次長、ボン特派員、英文雑誌ジャパン・クオータリー編集長などを歴任した。
1985年4月、テレビ朝日系『ANNニュースレーダー』でメインキャスターを務めて以降、同局のニュース番組にたびたびレギュラー出演している。同年8月には、日本航空123便墜落事故のニュース速報を経験。2005年3月朝日新聞社を退社し、同年4月、法政大学法学部教授に着任し、同職は2019年3月末に退任。

## 主な出演番組
過去の出演番組
報道・情報ワイドショー番組
| 期間      | 期間           | 番組名                   | 役職                       |
| --------- | -------------- | ------------------------ | -------------------------- |
| 1985年4月 | 1987年10月16日 | ANNニュースレーダー      | 平日メインキャスター       |
| 1989年7月 | 現在           | ビートたけしのTVタックル | ゲストコメンテーター       |
| 2000年1月 | 2004年3月      | ニュースステーション     | 隔日交代でのコメンテーター |
| 2002年7月 | 2010年9月      | やじうまプラス           | 火曜日コメンテーター       |
| 2004年4月 | 2011年3月      | スーパーJチャンネル      | 木曜日コメンテーター       |
| 2011年4月 | 2019年3月      | スーパーJチャンネル      | 木・金曜日コメンテーター   |
| 2012年7月 | 2015年3月      | モーニングバード         | 水曜日レギュラーゲスト     |

補足
・上記の各番組は、いずれも地上波テレビ朝日系列で放送。
その他
- BS朝日 ザ・ドキュメンタリー（ナビゲーター）

## 著書等
- 「シュミット外交回想録〈上〉」 ヘルムート・シュミット著、永井清彦・萩谷順共訳 岩波書店 1989年
- 「公共放送BBCの研究」 原麻里子・柴山哲也共編著所収 萩谷順「ドイツの報道ードイチェ・ヴェレを中心に」 ミネルヴァ書房 2011年

など。